# Мульти Барбара
Мульти Барбара — російськомовний мультсеріал, створений 2014 року студією «Квартал 95», анімаційною студією «Animagrad» і творцями політичного мультсеріалу «Казкова Русь». Мультсеріал створювався 3D-графікою і ефектом «Motion capture». Виходив з 26 серпня 2014 по 25 червня 2015 років на 1+1, а повторяється з 2016 року в теперішній час на «Квартал TV»
Складається зі скетчів, які є анімаційними втіленнями номерів «Вечірнього кварталу».

## Список серій
| Список серій              | Випуск                           | Оригінальна назва | Дата ефіру |
| ------------------------- | -------------------------------- | ----------------- | ---------- |
| Перший випуск             | ГАИшник учит сына                | 26 серпня 2014    |            |
| Перший випуск             | Знакомство отца с Юрочкой        | 26 серпня 2014    |            |
| Перший випуск             | Майор Пяточкин                   | 26 серпня 2014    |            |
| Другий випуск             | ГАИшник на камеру в стихах       | 26 серпня 2014    |            |
| Другий випуск             | Только правда в семье            | 26 серпня 2014    |            |
| Другий випуск             | Китайский кинематограф           | 26 серпня 2014    |            |
| Третій випуск             | Пьяный ГАИшник и пьяный водитель | 29 серпня 2014    |            |
| Третій випуск             | Неутомимый сурок                 | 29 серпня 2014    |            |
| Третій випуск             | Писатель скандалист              | 29 серпня 2014    |            |
| Четвертий випуск          | ГАИшник 8 марта                  | 5 вересня 2014    |            |
| Четвертий випуск          | Беременная жена                  | 5 вересня 2014    |            |
| Четвертий випуск          | Случай в Альпах                  | 5 вересня 2014    |            |
| П'ятий випуск             | Богатый ГАИшник                  | 13 вересня 2014   |            |
| П'ятий випуск             | После спа-салона                 | 13 вересня 2014   |            |
| П'ятий випуск             | "Щирий" ГАИшник                  | 13 вересня 2014   |            |
| П'ятий випуск             | Укротитель тигров                | 13 вересня 2014   |            |
| Шостий випуск             | Киселёв на посту ГАИ             | 22 вересня 2014   |            |
| Шостий випуск             | Устал — не встал                 | 22 вересня 2014   |            |
| Шостий випуск             | Встреча с Романом Карцевым       | 22 вересня 2014   |            |
| Сьомий випуск             | Президентский кортеж             | 27 вересня 2014   |            |
| Сьомий випуск             | Доктор Маеров в завязке          | 27 вересня 2014   |            |
| Сьомий випуск             | Живучая тёща                     | 27 вересня 2014   |            |
| Восьмий випуск            | Всё лучшее детям                 | 3 жовтня 2014     |            |
| Восьмий випуск            | ГАИшник на исповеди              | 3 жовтня 2014     |            |
| Восьмий випуск            | Первый раз у психолога           | 3 жовтня 2014     |            |
| Дев'ятий випуск           | Центр планирования детей         | 10 жовтня 2014    |            |
| Дев'ятий випуск           | ГАИшник — гей                    | 10 жовтня 2014    |            |
| Дев'ятий випуск           | Отель для русских                | 10 жовтня 2014    |            |
| Дев'ятий випуск           | Тёщин ухожер                     | 10 жовтня 2014    |            |
| Десятий випуск            | Минздрав предупреждает           | 20 жовтня 2014    |            |
| Десятий випуск            | Папа — нянь                      | 20 жовтня 2014    |            |
| Десятий випуск            | Игры патриотов                   | 20 жовтня 2014    |            |
| Одинадцятий випуск        | Депутат по вызову                | 24 жовтня 2014    |            |
| Одинадцятий випуск        | Веломилиция                      | 24 жовтня 2014    |            |
| Одинадцятий випуск        | Антимоскальский мат              | 24 жовтня 2014    |            |
| Одинадцятий випуск        | Подарок тёще                     | 24 жовтня 2014    |            |
| Дванадцятий випуск        | Решил и бросил                   | 1 листопада 2014  |            |
| Дванадцятий випуск        | Украинский проказник — Янукович  | 1 листопада 2014  |            |
| Дванадцятий випуск        | Тёща в больнице Новый Год        | 1 листопада 2014  |            |
| Тринадцятий випуск        | Загадочная Африка                | 8 листопада 2014  |            |
| Тринадцятий випуск        | Белый маг                        | 8 листопада 2014  |            |
| Тринадцятий випуск        | Муж после родов жены             | 8 листопада 2014  |            |
| Чотирнадцятий випуск      | Заначка                          | 15 листопада 2014 |            |
| Чотирнадцятий випуск      | Ой, мама                         | 15 листопада 2014 |            |
| Чотирнадцятий випуск      | Письмо женщинам                  | 15 листопада 2014 |            |
| Чотирнадцятий випуск      | Женские истории                  | 15 листопада 2014 |            |
| П'ятнадцятий випуск       | Морж                             | 21 листопада 2014 |            |
| П'ятнадцятий випуск       | Инструктаж сыну перед Турцией    | 21 листопада 2014 |            |
| П'ятнадцятий випуск       | Шоу "Сильно умный"               | 21 листопада 2014 |            |
| П'ятнадцятий випуск       | Шоу "Рояль"                      | 21 листопада 2014 |            |
| Шістнадцятий випуск       | Балкон                           | 28 листопада 2014 |            |
| Шістнадцятий випуск       | Мануальній терапевт              | 28 листопада 2014 |            |
| Шістнадцятий випуск       | Охранник президента              | 28 листопада 2014 |            |
| Шістнадцятий випуск       | Лицо с обложки. Казанков         | 28 листопада 2014 |            |
| Сімнадцятий випуск        | Шляшко и сепаратист              | 5 грудня 2014     |            |
| Сімнадцятий випуск        | Анонимный кабинет                | 5 грудня 2014     |            |
| Сімнадцятий випуск        | Лицо с обложки. Пушкарёва        | 5 грудня 2014     |            |
| Сімнадцятий випуск        | Гей — свадьба                    | 5 грудня 2014     |            |
| Вісімнадцятий випуск      | Отдел по борьбе с наркотиками    | 13 грудня 2014    |            |
| Вісімнадцятий випуск      | Переводчик для мэра              | 13 грудня 2014    |            |
| Вісімнадцятий випуск      | ГАИшник и президент              | 13 грудня 2014    |            |
| Дев'ятнадцятий випуск     | Культпросвет                     | 21 грудня 2014    |            |
| Дев'ятнадцятий випуск     | ДТП двух депутатов               | 21 грудня 2014    |            |
| Дев'ятнадцятий випуск     | Другая пара                      | 21 грудня 2014    |            |
| Двадцятий випуск          | Наши туристы                     | 26 грудня 2014    |            |
| Двадцятий випуск          | Жилищный вопрос                  | 26 грудня 2014    |            |
| Двадцятий випуск          | Дневник Черновецкого             | 26 грудня 2014    |            |
| Двадцять перший випуск    | Фабрика красоты                  | 15 травня 2015    |            |
| Двадцять перший випуск    | Уроки по шахматам Януковичу      | 15 травня 2015    |            |
| Двадцять перший випуск    | ДТП блондинок                    | 15 травня 2015    |            |
| Двадцять другий випуск    | Самый умный кандидат             | 16 травня 2015    |            |
| Двадцять другий випуск    | После корпоротива                | 16 травня 2015    |            |
| Двадцять другий випуск    | Идиотские песни                  | 16 травня 2015    |            |
| Двадцять третій випуск    | Худючі та нещасні                | 17 травня 2015    |            |
| Двадцять третій випуск    | Новости Троещины                 | 17 травня 2015    |            |
| Двадцять третій випуск    | Вересень и Шляшко                | 17 травня 2015    |            |
| Двадцять четвертий випуск | Казацкое счастье                 | 20 травня 2015    |            |
| Двадцять четвертий випуск | Титушка Сява                     | 20 травня 2015    |            |
| Двадцять четвертий випуск | Ёлка с Майдана                   | 20 травня 2015    |            |
| Двадцять п'ятий випуск    | Туалет будующего                 | 22 травня 2015    |            |
| Двадцять п'ятий випуск    | Турецкий плен                    | 22 травня 2015    |            |
| Двадцять п'ятий випуск    | В гостях у Вересня               | 22 травня 2015    |            |
| Двадцять шостий випуск    | Пушкин — матершинник             | 29 травня 2015    |            |
| Двадцять шостий випуск    | Янукович инкогнито               | 29 травня 2015    |            |
| Двадцять шостий випуск    | Петенька                         | 29 травня 2015    |            |
| Двадцять сьомий випуск    | Похмелье Януковича               | 5 червня 2015     |            |
| Двадцять сьомий випуск    | Задорнов в Америке               | 5 червня 2015     |            |
| Двадцять сьомий випуск    | Зам мэра Киева                   | 5 червня 2015     |            |
| Двадцять восьмий випуск   | Шоу "Умники и Умницы"            | 12 червня 2015    |            |
| Двадцять восьмий випуск   | Володька псих                    | 12 червня 2015    |            |
| Двадцять восьмий випуск   | Трудовик                         | 12 червня 2015    |            |
| Двадцять дев'ятий випуск  | Квартирный вопрос                | 25 червня 2015    |            |
| Двадцять дев'ятий випуск  | Украинская таможня               | 25 червня 2015    |            |
| Двадцять дев'ятий випуск  | Голод                            | 25 червня 2015    |            |